# Sófu Iwa
Sófu Iwa (japonsky 孀婦岩, také Sófu Gan) je osamoceně ležící, 99 m vysoká skalní jehla tvořená bazalty a andezity, nacházející se v japonském souostroví Izu v Tichém oceánu, jižně od ostrova Torišima. Známá je i pod evropským názvem Skála Lotovy ženy.
Sófu Iwa představuje zbytek většího podmořského stratovulkánu, jehož základna je široká 28 km a nachází se 2200 m pod hladinou moře . Komplex byl evidován jako vyhaslý, ale Japonská meteorologická služba ho v roce 2003 překvalifikována na aktivní (spící). Důvodem změny byly hlášení o změnách zabarvení mořské vody přibližně 500 m severně od Sófu Iwa.